# The Loved Ones (Band)
The Loved Ones ist eine US-amerikanische Punkrock-Band aus Philadelphia. Die Band steht bei Fat Wreck Chords unter Vertrag.

## Geschichte
Dave Hause wurde 2004, als er Mitglied in der Band Paint It Black war, nachdem sich The Curse aufgelöst hatten, von Mike Sneeringer, Schlagzeuger bei Trial by Fire, und Michael Cotterman, Bassist bei Kid Dynamite, angesprochen, sodass sie zusammen The Loved Ones gründeten.
2005 erschien bereits die erste, selbstbenannte EP.
Während des Supports für The Bouncing Souls erhielt die Band die Möglichkeit, ebenfalls als Vorgruppe für NOFX aufzutreten. Inspiriert von der Band, bot NOFX-Frontmann Fat Mike The Loved Ones einen Plattenvertrag bei seinem Label Fat Wreck Chords an. Daraufhin erschien 2006 das Debütalbum Keep Your Heart.
Im Dezember 2006 wurde bekannt, dass Gründungsmitglied Michael Cotterman die Band verlassen hat. Als Ersatz kam Chris Gonzalez zur Band. Zudem wurde ein zweiter Gitarrist, David Walsh verpflichtet. Beide waren Mitglieder der Band The Explosion, welche sich kurz zuvor aufgelöst hatte.
Unter Mitwirken von Pete Steinkopf und Bryan Kienlen, beide Mitglieder von The Bouncing Souls, entstand das zweite Album mit dem Namen Build & Burn. Es wurde am 5. Februar 2008 veröffentlicht.
Da Chris Gonzalez während der Australien-Tour 2010 nicht zur Verfügung stand, kehrte Michael Cotterman zur Band für die Tour zurück.
Seitdem ist die Band inaktiv, einige ihrer Mitglieder starteten Soloprojekte.

## Diskografie

### EPs
- 2005: The Loved Ones (Jade Tree Records)
- 2009: Distractions (Fat Wreck Chords)

### Alben
- 2006: Keep Your Heart (Fat Wreck Chords)
- 2008: Build & Burn (Fat Wreck Chords)